# Roberto Donadoni
Roberto Donadoni (ur. 9 września 1963 w Cisano Bergamasco) – włoski trener piłkarski i piłkarz występujący na pozycji pomocnika, swoje największe sukcesy osiągał w Milanie. Od 13 lipca 2006 roku do 26 czerwca 2008 był selekcjonerem reprezentacji Włoch.

## Kariera

### Piłkarska
Jego pierwszym klubem była Atalanta BC, z którą awansował w sezonie 1984/1985 do Serie A. W 1986 roku przeniósł się do Milanu, w tym czasie spędził tam aż dziesięć sezonów. W Serie A występował w 340 spotkaniach i strzelił 21 bramek. W Milanie 390 razy, trafiał do bramki rywali 23. W 1996 roku przeszedł do amerykańskiej ligi MLS i grał w zespole NY MetroStars. Gdy rok później pracę trenerską w mediolańskim klubie ponownie zaczął sprawować Fabio Capello, Donadoni powrócił do Włoch. Szybko jednak przeniósł się do Arabii Saudyjskiej – grał tam w Al-Ittihad Dżidda, gdzie zakończył swoją sportową karierę.
Występował także 63 razy w reprezentacji Włoch, zdobywając 5 goli.

### Trenerska
W 2001 roku podjął się trenowania Lecce, następnie: Livorno i Genoa CFC. W roku 2005 powrócił do Livorno, z którym walczył o wejście do Pucharu UEFA. Rok później złożył dymisję. Od 2006 selekcjoner reprezentacji Włoch, z którą wywalczył awans do Euro 2008. Po odpadnięciu kadry w ćwierćfinale został zwolniony. 11 marca 2009 roku został szkoleniowcem SSC Napoli. Rolę tę pełnił do 6 października, kiedy to zastąpił go Walter Mazzarri. 16 listopada 2010 został trenerem Cagliari Calcio z którego został zwolniony 12 sierpnia 2011 roku.

## Sukcesy i trofea
- Mistrzostwo Włoch: sześć razy w sezonach: 1987/88, 1991/92, 1992/93, 1993/94, 1995/96, 1998/99.
- Superpuchar Włoch: cztery razy: 1989, 1992, 1993, 1994.
- Puchar Europy: trzykrotnie w latach: 1988/89, 1989/90, 1993/94.
- Superpuchar Europy: również trzy razy, w tym samym czasie, co Puchar Europy.
- Puchar Interkontynentalny: to najcenniejsze piłkarskie trofeum Roberto Donadoni zdobywał dwukrotnie w latach: 1989 i 1990.
- Mistrzostwa świata: II miejsce (1994), III miejsce (1990)
- Mistrzostwo Arabii Saudyjskiej z Al-Ittihad Dżidda.